# Campeonato Italiano de Rugby 2012-13
El Campeonato de Rugby de Italia de 2012-13 fue la 83.ª edición de la primera división del rugby de Italia.

## Sistema de disputa
El torneo se desarrolló en dos etapas, una fase regular en la cual los equipos disputaron encuentros en condición de local y de visitante frente a cada uno de sus rivales.
Luego se disputará una etapa de eliminación directa, en la cual los primeros cuatro equipos de la fase regular clasifican a las semifinales en la búsqueda por el campeonato.
Los últimos dos equipos en la tabla general descienden directamente a la Serie B.

## Desarrollo
- Tabla de posiciones:[1]

| Pos. | Equipo          | Encuentros | Encuentros | Encuentros | Encuentros | Tantos | Tantos | Tantos | PB | PB | Puntos |
| Pos. | Equipo          | PJ         | PG         | PE         | PP         | F      | C      | Dif    | BO | BD | Puntos |
| ---- | --------------- | ---------- | ---------- | ---------- | ---------- | ------ | ------ | ------ | -- | -- | ------ |
| 1.º  | Viadana         | 22         | 19         | 0          | 3          | 529    | 259    | +270   | 9  | 1  | 86     |
| 2.º  | Rugby Calvisano | 22         | 17         | 1          | 4          | 696    | 388    | +308   | 12 | 2  | 84     |
| 3.º  | I Cavalieri     | 22         | 17         | 0          | 5          | 572    | 248    | +324   | 10 | 5  | 83     |
| 4.º  | Mogliano        | 22         | 15         | 1          | 6          | 529    | 365    | +164   | 8  | 1  | 71     |
| 5.º  | Petrarca Padova | 22         | 14         | 0          | 8          | 547    | 309    | +238   | 8  | 5  | 69     |
| 6.º  | Rugby Rovigo    | 22         | 14         | 0          | 8          | 467    | 323    | +144   | 3  | 4  | 63     |
| 7.º  | SS Lazio        | 22         | 8          | 0          | 14         | 416    | 524    | -108   | 4  | 6  | 42     |
| 8.º  | Fiamme Oro      | 22         | 9          | 0          | 13         | 414    | 526    | -112   | 2  | 3  | 41     |
| 9.º  | San Donà        | 22         | 7          | 0          | 15         | 347    | 456    | -109   | 2  | 7  | 37     |
| 10.º | Rugby Reggio    | 22         | 6          | 0          | 16         | 307    | 604    | -297   | 4  | 3  | 31     |
| 11.º | Crociati        | 22         | 3          | 0          | 19         | 274    | 598    | -324   | 0  | 4  | 16     |
| 12.º | L'Aquila Rugby  | 22         | 2          | 0          | 20         | 206    | 706    | -500   | 2  | 6  | 16     |

|  | Clasificado a Semifinales. |
|  | Descendido a la Serie B.   |

### Semifinales
| Equipo 1    | Equipo 2        | Ida  | Vuelta |
| ----------- | --------------- | ---- | ------ |
| Viadana     | Mogliano        | 8-18 | 13-6   |
| I Cavalieri | Rugby Calvisano | 24-6 | 6-14   |

### Final
| 25 de mayo de 2013 | Mogliano | 16 - 11 | I Cavalieri |  |  |

| Bandera de Italia |
| Campeón Mogliano  |
| Primer título     |